# Niche
Niche —en inglés: Beats of Love, Niche— es una serie de televisión colombiana producida por Caracol Televisión en 2014. Está basada en algunos momentos de la vida de los integrantes de la agrupación de salsa, Grupo Niche. Está protagonizada por Jair Romero y Abril Schreiber.
Para su emisión internacional se le asignó el título: Lo que diga el Corazón en alusión a un tema musical del Grupo Niche.

## Sinopsis
Iván Cuero es toda una descarga de energía salsera, pues lleva en su voz la pasión y el sentimiento que le despiertan la música y el amor. Cada vez que se sube a cantar a un escenario contagia de emoción y sabor a quien lo escucha, haciendo vibrar y bailar a su público, dejándolo todo en la tarima porque sabe que es la única forma de lograr su más anhelado sueño: consagrarse como salsero en los grandes escenarios neoyorquinos donde solo han triunfado las verdaderas estrellas.
Su camino inicia en su Buenaventura natal, a finales de los 70, donde a pesar de la fuerte oposición de su padre Abelardo Cuero, violinista y cultor de la música clásica, logra armar la orquesta 'Chirimisón' que anima las calientes noches del puerto poniendo a gozar a sus habitantes.
Esta agrupación es conformada por Iván, el Rengo, Diamantino y los Hermanos López, Amadeo y Marisol. Amadeo desde siempre ha sido el mejor amigo de Iván, pero Marisol es su mancorna, su cómplice, esa persona leal que siempre lo ha apoyado y que lo ama en secreto porque sabe que para Iván, ella no será más que su mejor amiga.
Pero una decepción amorosa hace que Iván decida dejar de lado la música para graduarse como contador. El día de la ceremonia de graduación Iván recibe de Amadeo, como regalo, un disco de la 'Orquesta Sabrosura Niche' en donde figura el nombre de Amparo, su mamá. Esto deja al descubierto ante Iván y Xiomara, su hermana, el secreto que mantenían oculto sus padres: Amparo Moreno, fue cantante de esta orquesta. Iván presiona a Amparo para que ésta le de una explicación y ella, en medio de una fuerte discusión entre Abelardo y él, le termina revelando la gran verdad que habían callado durante años: él no es hijo de Abelardo. Iván quiere saber quién es su verdadero padre, pero Amparo se niega a decírselo. Abelardo que está muy exaltado le confiesa que su papá es uno de los integrantes de este grupo.
Iván decide que va a encontrar a los miembros que la conformaban, para conocer a su verdadero padre, viaja a Bogotá para encontrar las pistas de ese pasado, y junto a Amadeo reconstruir sus sueños y conformar esa orquesta con la que tanto ha soñado.

## Reparto
- Jair Romero - Iván Cuero
- Abril Schreiber - Marisol López
- Helga Díaz - Luz Mariela
- Fiona Horsey - Lida Fernández de Soto
- Fernando Solórzano - Roberto Jordán «El tigre»
- Juan Manuel Mendoza - Amadeo López
- James Vargas - Único Quiñones / Senén Mosquera
- Bárbara Perea - Hortensia Quiñones
- Leo Sosa - «Diamantino»
- Bárbaro Marín - Abelardo Cuero
- Manolo Gutiérrez - «Rengo»
- Nancy Murillo - Amparo Moreno
- Gianina Arana - Xiomara Cuero
- Alexandra Serrano - Yenni
- Álvaro García Trujillo - Germán Navarrete «Fosforito»
- Juan Manuel Ospina - Saúl
- Humberto Dorado - León Jordán
- Paula Castaño - Rosario
- Laura Archbold - Celmira Lozano
- John Alex Castillo - «Mulato»
- María Eugenia Parra - Adela
- Camy Jiménez - Diana
- Krhis Cifuentes - Magno
- Yoliana Gamboa Montoya - Magaly
- Alexandra Restrepo - Madre de Magno
- Luz Elvira

## Premios y nominaciones

### Premios India Catalina
| Año  | Categoría                            | Nominado                                       | Resultado |
| ---- | ------------------------------------ | ---------------------------------------------- | --------- |
| 2015 | Mejor director de telenovela o serie | Luis Orjuela Cortez y Anselmo Calvo Villamizar | Nominado  |
| 2015 | Actriz o actor revelación del año    | Nancy Murillo                                  | Nominada  |

### Premios Tvynovelas
| Año  | Categoría                              | Nominado                                       | Resultado |
| ---- | -------------------------------------- | ---------------------------------------------- | --------- |
| 2015 | Mejor telenovela                       | Mejor telenovela                               | Nominada  |
| 2015 | Mejor actriz protagónica de telenovela | Abril Schreiber                                | Nominada  |
| 2015 | Mejor actor protagónico de telenovela  | Jair Romero                                    | Nominado  |
| 2015 | Mejor actriz antagónica de telenovela  | Alexandra Serrano                              | Nominada  |
| 2015 | Mejor actor antagónico de telenovela   | Luis Fernando Salas                            | Nominado  |
| 2015 | Mejor actor antagónico de telenovela   | Gerardo Calero                                 | Nominado  |
| 2015 | Mejor actriz de reparto de telenovela  | Nancy Murillo                                  | Nominada  |
| 2015 | Mejor actor de reparto de telenovela   | Fernando Solórzano                             | Nominado  |
| 2015 | Mejor actor de reparto de telenovela   | Juan Manuel Mendoza                            | Nominado  |
| 2015 | Mejor actriz/actor revelación          | Laura Archbold                                 | Nominada  |
| 2015 | Mejor actriz/actor revelación          | Gianina Arana                                  | Nominada  |
| 2015 | Mejor director                         | Luis Orjuela Cortez y Anselmo Calvo Villamizar | Nominados |
| 2015 | Mejor tema musical                     | Una Aventura - Grupo Niche                     | Nominado  |

### Premios Talento Caracol
| Año  | Categoría                         | Nominado                                               | Resultado |
| ---- | --------------------------------- | ------------------------------------------------------ | --------- |
| 2015 | Mejor Serie o Novela              | Mejor Serie o Novela                                   | Nominada  |
| 2015 | Mejor Actriz Protagónica          | Abril Schreiber                                        | Nominada  |
| 2015 | Mejor Actor Protagónico           | Jair Romero                                            | Nominado  |
| 2015 | Mejor Actriz de Reparto           | Nancy Murillo                                          | Nominada  |
| 2015 | Mejor Actor de Reparto            | Juan Manuel Mendoza                                    | Nominado  |
| 2015 | Mejor Actor Antagónico            | Luis Fernando Salas                                    | Nominado  |
| 2015 | Mejor Actor y/o Actriz Revelación | Laura Archbold                                         | Nominada  |
| 2015 | Mejor Actor y/o Actriz Revelación | Cami Jiménez                                           | Ganadora  |
| 2015 | Mejor Beso                        | Amparo (Nancy Murillo) y El Tigre (Fernando Solórzano) | Nominados |